# Europsko prvenstvo u vaterpolu – Sofija 1985.
Vaterpolsko EP 1985. sedamnaesto je izdanje ovog natjecanja. Održano je u Sofiji u Bugarskoj od 4. do 11. kolovoza.

## Konačni poredak
| Mj. | Država      |
| --- | ----------- |
| 1.  | SSSR        |
| 2.  | Jugoslavija |
| 3.  | Njemačka    |
| 4.  | Italija     |
| 5.  | Mađarska    |
| 6.  | Španjolska  |
| 7.  | Nizozemska  |
| 8.  | Grčka       |

| Pobjednici                     |
| ------------------------------ |
| Sovjetski Savez Četvrti naslov |